# Tomokazu Seki
Tomokazu Seki (関 智一 Seki Tomokazu?,  Kōtō, Tokio, Japón, 8 de septiembre de 1972) es un actor de voz, y vocalista japonés. Es conocido por sus múltiples papeles en series como One Piece, Nana, Naruto, Kenichi, Rave Master, Neon Genesis Evangelion, Steins;Gate, Captain Tsubasa entre otros.
En 2010, formó parte de la película Wonderful World, junto con otros actores de voz, incluyendo a Mamoru Miyano, Showtaro Morikubo, Rikiya Koyama, Yuka Hirata, Tomokazu Sugita y Daisuke Namikawa.

## Biografía
Algunos de sus papeles más importantes incluyen el de Domon Kasshu y Yzak Joule en Gundam, Kyo Sohma en Fruits Basket, Tōya Kinomoto, el hermano mayor de Sakura Kinomoto en Cardcaptor Sakura, Van Fanel en La visión de Escaflowne, Tsubasa Ōzora en Captain Tsubasa: Road to 2002 y Ken Hidaka en Weiss Kreuz, junto con Takehito Koyasu, Hiro Yūki, y Shinichiro Miki.
Sus papeles más recientes son el de Ryūki Shi en Saiunkoku Monogatari, y en Lucky Star como el recurrente personaje invitado, Meito Anisawa.
Él es considerado muy versátil en la industria y ha representado una amplia variedad de personajes, que van de lo cómico a lo dramático. Muy seguido los personajes que interpreta tienen un lado comido que hace juego con su seriedad, tales como Sagara Sousuke en la serie de Full Metal Panic, Kenichi Shirahama en Shijō Saikyō no Deshi Kenichi y Tōji Suzuhara en Neon Genesis Evangelion.

## Filmografía

### Anime
Los papeles importantes están resaltados en negrita.
- Akihabara Dennogumi - Takashi Ryuugazaki  a.k.a. Shooting Star
- Angelic Layer - Masaharu Ogata
- Ayashi no Ceres - Alexander O. Howell
- Back Arrow - Kai Rhodan
- Beelzebub - Hidetora Tojo
- Bobobo-bo Bo-bobo - Giga
- Black Jack - Black Jack (adolescente)
- Bleach - Masayoshi, Mitsuru Ishino
- Boku no Hero Academia 2 - Selkie
- Burning Rangers - Lead Phoenix
- Busō Renkin - Moon Face, Hiwatari Sekima
- Captain Tsubasa J - Ken Wakashimazu
- Captain Tsubasa ROAD to 2002 - Tsubasa Ôzora (adulto)
- Cardcaptor Sakura - Tōya Kinomoto
- Chobits - Hirumo Shinbo
- Coyote Ragtime Show- Katana
- Dandadan- Dover Demon
- Devil May Cry - Vincent (episode 2)
- Digimon Savers - Hitoshi "Neon" Hanamura (episode 8)
- Doraemon - Suneo (3ra voz)
- Dragon Ball Daima - Majin Kuu
- Dragon Quest: Dai no Daibōken - Hadler
- The Vision of Escaflowne - Van Fanel
- Fate/stay night - Gilgamesh
- Fate/Zero - Archer
- Flame of Recca - Tsukishiro
- Fruits Basket - Kyo Sohma
- Full Metal Panic! - Sousuke Sagara
- Fushigi Yūgi - Chichiri, Kōji
- Futakoi Alternative - Rentarō Futaba
- Futari wa Pretty Cure - Mepple
- Gad Guard - Seikai
- Gankutsuou: The Count of Monte Cristo - Marquis Andrea Cavalcanti
- Gate Keepers - Reiji Kageyama
- Genshiken - Soichiro Tanaka
- GetBackers - Miroku Natsuhiko
- Glitchtale - Flowey Dreemurr
- G Gundam - Domon Kasshu
- Gravitation - Shuichi Shindou
- Great Teacher Onizuka - Kunio Murai
- Grendizer U -  Zurill
- Gundam SEED - Yzak Joule
- Gundam SEED Destiny - Yzak Joule
- Gungrave - Brandon Heat Beyond the Grave
- Hajime no Ippo - Ichiro Miyata
- Sengoku Basara 2 - Ishida Mitsunari
- Sengoku Basara: The Last Party - Ishida Mitsunari
- Hitsuji no Uta - Takashiro Kazuna
- InuYasha - Garamaru
- Initial D - Keisuke Takahashi
- JoJo's Bizarre Adventure: Stone Ocean - Enrico Pucci
- Joker Game - Teniente Sakuma
- Jujutsu Kaisen - Panda
- Kanon - Jun Kitagawa
- Shijō Saikyō no Deshi Ken'ichi - Kenichi Shirahama
- Kenran Butoh Sai - The Mars Daybreak - Graham Rivers
- Keppeki Danshi! Aoyama-kun - Kaoru Zaizen
- Kikaider the Animation - Jiro/Kikaider
- Kimetsu no Yaiba - Sanemi Shinazugawa
- Kimi Ga Aruji De Shitsuji Ga Ore De - Uesugi Ren
- Koihime Musou - Ryuubi Gentoku  "Fake"
- Konjiki no Gash Bell!! - Aleshie
- Last Exile - Ethan
- Lucky Star - Meitō Anisawa
- Manmaru the Ninja Penguin - Tsunejiro
- Martian Successor Nadesico - Tsukuro Shiratori, Gai Daigoji
- Maze:The Mega-burst Space - Akira Ikagura/Maze (masculino)
- Meine Liebe - Eduard
- Mirai Nikki - Marco
- MF Ghost - Keisuke Takahashi
- Monkey Typhoon - Sanzo
- Mononoke - Genyousai Yanagi
- Mobile Fighter G Gundam - Domon Kasshu
- Mobile Suit Victory Gundam - Tomache Massarik, Chris Royd
- Mai-HiME - Yuuichi Tate
- Mugen no Ryvius Oze Ikumi
- My Hero Academia - Selkie
- Nana - Nobuo Terashima
- Nanbaka - Hajime Sugoroku
- Naruto - Sagi
- Neon Genesis Evangelion - Tōji Suzuhara
- New Mobile Report Gundam Wing - Meiser
- Nichijō - Huevo Unido
- Nobunaga no Shinobi - Imagawa Yoshimoto y Mori Yoshinari
- Nobunaga no Shinobi: Ise Kanegasaki-hen - Mori Yoshinari
- Nodame Cantabile - Shinichi Chiaki
- One Piece - Rob Lucci, Hattori
- Onihei Hankachō - Hanshirō Kaneko (ep 3)
- Oruchuban Ebichu - Kaishounachi
- Persona 4 The Animation - Tatsumi Kanji
- Psycho-Pass - Shinya Kōgami
- Pokémon - Kenji (Tracey Sketchit)
- Rave Master - Haru
- Rosario + Vampire - Gin'ei Morioka
- Rosario + Vampire Capu2 - Gin'ei Morioka
- Saiunkoku Monogatari - Ryūki Shi
- Saint Seiya: Omega - Fudo de Virgo y Apsu
- Samurai Deeper Kyo - Shinrei
- Shijō Saikyō no Deshi Ken'ichi - Shirahama Kenichi
- Shōwa Genroku Rakugo Shinjū - Yotarō
- Shōwa Genroku Rakugo Shinjū: Sukeroku Futatabi-hen - Yotarō/Sukeroku
- Sket Dance - Soujirou Agata
- Serie Sly Cooper - Sly Cooper
- Solo Leveling - Liu Zhigang
- Steins;Gate - Itaru "Daru" Hashida
- Tenjō Tenge - Masataka Takayanagi
- The God of High School - Announcer T / Shim Bongsa
- The World Only Knows II (Beisbolista cap.3)
- Tokyo Underground - Rumina Asagi
- Vandread: The Second Stage - Bart Garsus
- Viewtiful Joe - Joe
- Weiß Kreuz -  Ken Hidaka
- Yakitate! Japan - Pierrot Bolneze
- Yo-Kai Watch - Whisper
- Taiho Shichauzo - Shōji Tōkarin
- X-Men -  Sanada Jun
- Zoids: Chaotic Century - Tsubaki

### OVA
- Akane Maniax - Jōji Gōda
- Amon: The Apocalypse of Devilman - Asuka Ryō, Satan
- Anime Tenchō - Anizawa Meitō
- Battle Arena Toshinden - Eiji Shinjō
- Cardcaptor Sakura: Clear Card-hen Prologue - Sakura to Futatsu no Kuma - Toya Kinomoto
- Eight Clouds Rising - Kuraki Fuzuchi; Manashi
- FAKE - Dee Laytner
- Fushigi Yūgi - Chichiri, Kōji
- Fushigi Yūgi Eikoden - Chichiri
- Gate Keepers 21 - Reiji Kageyama
- Genshiken - Soichiro Tanaka
- Getter Robo: Armageddon - Go
- Gravitation: Lyrics of Love - Shūichi Shindō
- Gundam Evolve - Domon Kasshu (Evolve 3)
- Harukanaru Toki no Naka de 2 ~Shiroki Ryū no Miko~ - Taira no Katsuzane
- Harukanaru Toki no Naka de ~Ajisai Yumegatari~ - Tenma Morimura
- Harukanaru Toki no Naka de ~Hachiyou Shō~ - Tenma Morimura
- High School Aurabuster - Kiba
- Hitsuji no Uta - Kazuna Takashiro
- Initial D: Battle Stage - Keisuke Takahashi
- Initial D: Battle Stage 2 - Keisuke Takahashi
- Kikaider - Kikaider/Jiro
- Kizuna - Toshi
- Kizuna: Much Ado About Nothing - Toshi
- Leave it to Kero! - Toya Kinomoto
- Maze - Maze (male)
- Mobile Suit Gundam Seed Destiny Final Plus: The Chosen Future - Yzak Joule
- Mobile Suit Gundam Seed Destiny Special Edition - Yzak Joule
- Natsuki Crisis - Keiji
- Psychic Force - Burn Grifith
- Rurouni Kenshin: Tsuiokuhen - Katsura Kogorō
- Shōwa Genroku Rakugo Shinjū: Yotarō Hōrō-hen - Yotarō
- Vandread - Bart Garsus
- Taiho Shichauzo - Shōji Tōkarin
- You're Under Arrest: No Mercy! - Shōji Tōkarin
- Full metal panic OVA - Sagara Sousuke

### Cine de animación
- 2112: The Birth of Doraemon - Anunciador
- Aoki Densetsu Shoot! - Keigo Mahori
- Cardcaptor Sakura: la película - Tōya Kinomoto
- Cardcaptor Sakura: la película 2, la carta sellada - Toya Kinomoto
- Doraemon: A Grandmother's Recollections - Young Suneo
- Doraemon: Nobita no Shin Makai Daibouken - Shichinin no Mahoutsukai - Suneo
- Doraemon: Nobita's South Sea Adventure - Mermaid
- Escaflowne - Van Fanel
- Evangelion: 1.0 You Are (Not) Alone - Tōji Suzuhara
- Harukanaru Toki no Naka de ~Maihitoyo~ - Tenma Morimura
- Initial D: Third Stage - Keisuke Takahashi
- InuYasha: El amor a través del tiempo - Menōmaru
- Evangelion: Death and Rebirth - Tōji Suzuhara, SEELE Member
  - Neon Genesis Evangelion: The End of Evangelion - Tōji Suzuhara
- Ocean Waves - Minarai
- One Piece: Chinjō Shima no Chopper Oukoku - President Snake
- Pikachu's Rescue Adventure - Kenji
- Pokémon the Movie 2000: The Power of One - The Movie - Kenji
- Pokémon 3: El hechizo de los Unown - The Movie - Kenji
- Pokémon 4Ever: Celebi - Voice of the Forest - Kenji
- Pompoko - Male Tanuki B
- Psycho-Pass: la película - Shinya Kōgami
- You're Under Arrest: The Movie - Shōji Tōkarin

### Drama CD
- Angel Sanctuary - Sandalphon
- Busō Renkin - Moon Face
- D.N.Angel Wink - Satoshi Hiwatari
- Dragon Knights - Rath Eryuser
- Everyday Everynight - Enohara Midato
- FAKE ~A Change of Heart~ - Dee Laytner
- Gaki/Kodomo no Ryoubun - Kayano Hiromi
- Haou Airen - Hakuron
- Juvenile Orion - Kusakabe Kaname
- Love Celeb - Ginzo Fujiwara
- Mekakushi no Kuni - Naitō Arō
- Rurouni Kenshin - Sagara Sanosuke
- Saiunkoku Monogatari - Ryūki Shi
- Samurai Deeper Kyo - Shinrei
- Suikoden II - Luca Blight

### Radio
- Saiunkoku Monogatari - Ryūki Shi

### Videojuegos
- Apocripha/0 - Sapphirus Hawthorne
- Another Century's Episode R - Sagara Sousuke
- Atelier Lise ~Alchemist of Ordre~ - Client Marif
- Bleach Wii: Hakujin Kirameku Rondo - Arturo Plateado[1]
- Eretzvaju - Danzaiver
- Captain Tsubasa: Ougon Sedai no Chousen - Tsubasa Ōzora
- Eternal Arcadia - Vyse
- Fate/Grand Order - Gilgamesh, Wolfgang Amadeus Mozart
- Fate/tiger colosseum- Gilgamesh
- Fate unlimited codes- Gilgamesh
- Fist of the North Star: Ken's Rage- Toki
- Initial D series - Takahashi Keisuke
- Invisible Sign series - Aizawa Shun
- Namco X Capcom - Black Bravoman
- Odin Sphere - Onyx
- Phantasy Star Universe - Ethan Waber
- Samurai Deeper Kyô- Shinrei
- Sengoku Basara: Samurai Heroes- Ishida Mitsunari
- Sengoku Basara 3: UTAGE- Ishida Mitsunari
- Skies of Arcadia - Vyse
- Star Ocean EX - Ashton Anchors
- Tales of Destiny - Stahn Aileron
- The Vision of Escaflowne - Van Fanel
- Those Who Hunt Elves - Junpei
- Xenogears - Bart Fatima
- Xenosaga - Virgil
- Sonic World Adventure - Sonic The Werehog
- Shin Megami Tensei: Persona 4 - Kanji Tatsumi
- League of Legends - Rumble

### Películas de acción real
- X/1999 - Kamui Shirō

### Tokusatsu
- Kaizoku Sentai Gokaiger - Narrador, Voz del equipamiento Gokaiger
- Chōriki Sentai Ohranger - Príncipe Buldont
- Denji Sentai Megaranger - Bididebi
- Kamen Rider Kabuto: Hyper Battle Video - Kabuto Zector (voz)
- Kamen Rider Den-O - Anthopper Imagin Kirigiris
- K-tai Investigator 7 - Phone Braver - NEXT - (voz)

### Doblaje japonés
- High School Musical - Chad Danforth
- The Chronicles of Narnia: The Lion, the Witch and the Wardrobe - Mr. Tumnus the Faun
- Flags of Our Fathers - Rene Gagnon
- My Sassy Girl - Gyeon-woo
- Lords of Dogtown - Jay
- Spider-Man:  Into the Spider-Verse - Miguel O'Hara/Spider-Man 2099
- Spider-Man: Across the Spider-Verse - Miguel O'Hara/Spider-Man 2099

## Música
- Participó del ending de Nanbaka Nanbaka Datsugoku Riron♪! junto con sus compañeros de elenco.[2]
- Como parte de "Fujimi Koukou Soccer-bu" participó del ending Taiyou ga Kureta Kisetsu (太陽がくれた季節) de la serie Keppeki Danshi! Aoyama-kun.[3]